# Tequimila
Tequimila är en ort i Mexiko.   Den ligger i kommunen Chignautla och delstaten Puebla, i den sydöstra delen av landet, 190 km öster om huvudstaden Mexico City. Tequimila ligger 1 907 meter över havet och antalet invånare är 761.
Terrängen runt Tequimila är lite bergig. Runt Tequimila är det ganska tätbefolkat, med 179 invånare per kvadratkilometer. Närmaste större samhälle är Teziutlan, 2,3 km öster om Tequimila. I omgivningarna runt Tequimila växer huvudsakligen savannskog.